# Rouen (quận)
Quận Rouen là một quận của Pháp, nằm ở tỉnh Seine-Maritime, ở vùng Normandie. Quận này có 29 tổng và 219 xã.

## Các đơn vị hành chính

### Các tổng
Các tổng của quận Rouen là: 
1. Bois-Guillaume
2. Boos
3. Buchy
4. Caudebec-en-Caux
5. Caudebec-lès-Elbeuf
6. Clères
7. Darnétal
8. Doudeville
9. Duclair
10. Elbeuf
11. Grand-Couronne
12. Le Grand-Quevilly
13. Maromme
14. Mont-Saint-Aignan
15. Notre-Dame-de-Bondeville
16. Pavilly
17. Le Petit-Quevilly
18. Rouen - Tổng thứ nhất
19. Rouen - Tổng thứ nhì
20. Rouen - Tổng thứ ba
21. Rouen - Tổng thứ tư
22. Rouen - Tổng thứ năm
23. Rouen - Tổng thứ sáu
24. Rouen - Tổng thứ bảy
25. Saint-Étienne-du-Rouvray
26. Sotteville-lès-Rouen-Est
27. Sotteville-lès-Rouen-Ouest
28. Yerville
29. Yvetot

### Các xã
Các xã của quận Rouen, và mã INSEE là: 
| 1. Allouville-Bellefosse (76001)           | 2. Amfreville-la-Mi-Voie (76005)         | 3. Amfreville-les-Champs (76006)          | 4. Anceaumeville (76007)                         |
| 5. Ancretiéville-Saint-Victor (76010)      | 6. Anneville-Ambourville (76020)         | 7. Anquetierville (76022)                 | 8. Authieux-Ratiéville (76038)                   |
| 9. Autretot (76041)                        | 10. Auzebosc (76043)                     | 11. Auzouville-l'Esneval (76045)          | 12. Auzouville-sur-Ry (76046)                    |
| 13. Baons-le-Comte (76055)                 | 14. Bardouville (76056)                  | 15. Barentin (76057)                      | 16. Beautot (76066)                              |
| 17. Belbeuf (76069)                        | 18. Berville (76087)                     | 19. Berville-sur-Seine (76088)            | 20. Betteville (76089)                           |
| 21. Bierville (76094)                      | 22. Bihorel (76095)                      | 23. Blacqueville (76099)                  | 24. Blainville-Crevon (76100)                    |
| 25. Bois-Guilbert (76107)                  | 26. Bois-Guillaume (76108)               | 27. Bois-Himont (76110)                   | 28. Bois-Héroult (76109)                         |
| 29. Bois-d'Ennebourg (76106)               | 30. Bois-l'Évêque (76111)                | 31. Boissay (76113)                       | 32. Bonsecours (76103)                           |
| 33. Boos (76116)                           | 34. Bosc-Bordel (76120)                  | 35. Bosc-Guérard-Saint-Adrien (76123)     | 36. Bosc-Roger-sur-Buchy (76127)                 |
| 37. Bosc-Édeline (76121)                   | 38. Boudeville (76129)                   | 39. Bourdainville (76132)                 | 40. Bouville (76135)                             |
| 41. Bretteville-Saint-Laurent (76144)      | 42. Buchy (76146)                        | 43. Butot (76149)                         | 44. Bénesville (76077)                           |
| 45. Cailly (76152)                         | 46. Canteleu (76157)                     | 47. Canville-les-Deux-Églises (76158)     | 48. Carville-la-Folletière (76160)               |
| 49. Catenay (76163)                        | 50. Caudebec-en-Caux (76164)             | 51. Caudebec-lès-Elbeuf (76165)           | 52. Cideville (76174)                            |
| 53. Claville-Motteville (76177)            | 54. Clères (76179)                       | 55. Cléon (76178)                         | 56. Criquetot-sur-Ouville (76198)                |
| 57. Croix-Mare (76203)                     | 58. Darnétal (76212)                     | 59. Doudeville (76219)                    | 60. Duclair (76222)                              |
| 61. Déville-lès-Rouen (76216)              | 62. Ectot-l'Auber (76227)                | 63. Ectot-lès-Baons (76228)               | 64. Elbeuf (76231)                               |
| 65. Elbeuf-sur-Andelle (76230)             | 66. Ernemont-sur-Buchy (76243)           | 67. Eslettes (76245)                      | 68. Esteville (76247)                            |
| 69. Estouteville-Écalles (76248)           | 70. Flamanville (76264)                  | 71. Fontaine-le-Bourg (76271)             | 72. Fontaine-sous-Préaux (76273)                 |
| 73. Franqueville-Saint-Pierre (76475)      | 74. Freneuse (76282)                     | 75. Fresne-le-Plan (76285)                | 76. Fresquiennes (76287)                         |
| 77. Frichemesnil (76290)                   | 78. Fréville (76289)                     | 79. Fultot (76293)                        | 80. Gonzeville (76309)                           |
| 81. Goupillières (76311)                   | 82. Gouy (76313)                         | 83. Grainville-sur-Ry (76316)             | 84. Grand-Couronne (76319)                       |
| 85. Grugny (76331)                         | 86. Grémonville (76325)                  | 87. Gueutteville (76335)                  | 88. Harcanville (76340)                          |
| 89. Hautot-Saint-Sulpice (76348)           | 90. Hautot-sur-Seine (76350)             | 91. Heurteauville (76362)                 | 92. Houppeville (76367)                          |
| 93. Hugleville-en-Caux (76370)             | 94. Hénouville (76354)                   | 95. Héronchelles (76359)                  | 96. Isneauville (76377)                          |
| 97. Jumièges (76378)                       | 98. La Bouille (76131)                   | 99. La Folletière (76267)                 | 100. La Houssaye-Béranger (76369)                |
| 101. La Londe (76391)                      | 102. La Mailleraye-sur-Seine (76401)     | 103. La Neuville-Chant-d'Oisel (76464)    | 104. La Rue-Saint-Pierre (76547)                 |
| 105. La Vaupalière (76728)                 | 106. La Vieux-Rue (76740)                | 107. Le Bocasse (76105)                   | 108. Le Grand-Quevilly (76322)                   |
| 109. Le Houlme (76366)                     | 110. Le Héron (76358)                    | 111. Le Mesnil-Esnard (76429)             | 112. Le Mesnil-sous-Jumièges (76436)             |
| 113. Le Petit-Quevilly (76498)             | 114. Le Torp-Mesnil (76699)              | 115. Le Trait (76709)                     | 116. Les Authieux-sur-le-Port-Saint-Ouen (76039) |
| 117. Limésy (76385)                        | 118. Lindebeuf (76387)                   | 119. Longuerue (76396)                    | 120. Louvetot (76398)                            |
| 121. Malaunay (76402)                      | 122. Maromme (76410)                     | 123. Martainville-Épreville (76412)       | 124. Maulévrier-Sainte-Gertrude (76418)          |
| 125. Mauny (76419)                         | 126. Mesnil-Panneville (76433)           | 127. Mesnil-Raoul (76434)                 | 128. Mont-Cauvaire (76443)                       |
| 129. Mont-Saint-Aignan (76451)             | 130. Mont-de-l'If (76444)                | 131. Montigny (76446)                     | 132. Montmain (76448)                            |
| 133. Montville (76452)                     | 134. Morgny-la-Pommeraye (76453)         | 135. Motteville (76456)                   | 136. Moulineaux (76457)                          |
| 137. Notre-Dame-de-Bliquetuit (76473)      | 138. Notre-Dame-de-Bondeville (76474)    | 139. Oissel (76484)                       | 140. Orival (76486)                              |
| 141. Ouville-l'Abbaye (76491)              | 142. Pavilly (76495)                     | 143. Petit-Couronne (76497)               | 144. Pierreval (76502)                           |
| 145. Pissy-Pôville (76503)                 | 146. Préaux (76509)                      | 147. Prétot-Vicquemare (76510)            | 148. Quevillon (76513)                           |
| 149. Quincampoix (76517)                   | 150. Quévreville-la-Poterie (76514)      | 151. Rebets (76521)                       | 152. Reuville (76524)                            |
| 153. Roncherolles-sur-le-Vivier (76536)    | 154. Rouen (76540)                       | 155. Roumare (76541)                      | 156. Ry (76548)                                  |
| 157. Sahurs (76550)                        | 158. Saint-Aignan-sur-Ry (76554)         | 159. Saint-André-sur-Cailly (76555)       | 160. Saint-Arnoult (76557)                       |
| 161. Saint-Aubin-Celloville (76558)        | 162. Saint-Aubin-de-Crétot (76559)       | 163. Saint-Aubin-lès-Elbeuf (76561)       | 164. Saint-Aubin-Épinay (76560)                  |
| 165. Saint-Clair-sur-les-Monts (76568)     | 166. Saint-Denis-le-Thiboult (76573)     | 167. Saint-Georges-sur-Fontaine (76580)   | 168. Saint-Germain-des-Essourts (76581)          |
| 169. Saint-Germain-sous-Cailly (76583)     | 170. Saint-Gilles-de-Crétot (76585)      | 171. Saint-Jacques-sur-Darnétal (76591)   | 172. Saint-Jean-du-Cardonnay (76594)             |
| 173. Saint-Laurent-en-Caux (76597)         | 174. Saint-Léger-du-Bourg-Denis (76599)  | 175. Saint-Martin-aux-Arbres (76611)      | 176. Saint-Martin-de-Boscherville (76614)        |
| 177. Saint-Martin-du-Vivier (76617)        | 178. Saint-Nicolas-de-Bliquetuit (76625) | 179. Saint-Nicolas-de-la-Haie (76626)     | 180. Saint-Ouen-du-Breuil (76628)                |
| 181. Saint-Paër (76631)                    | 182. Saint-Pierre-de-Manneville (76634)  | 183. Saint-Pierre-de-Varengeville (76636) | 184. Saint-Pierre-lès-Elbeuf (76640)             |
| 185. Saint-Wandrille-Rançon (76659)        | 186. Saint-Étienne-du-Rouvray (76575)    | 187. Sainte-Austreberthe (76566)          | 188. Sainte-Croix-sur-Buchy (76571)              |
| 189. Sainte-Marguerite-sur-Duclair (76608) | 190. Sainte-Marie-des-Champs (76610)     | 191. Saussay (76668)                      | 192. Servaville-Salmonville (76673)              |
| 193. Sierville (76675)                     | 194. Sotteville-lès-Rouen (76681)        | 195. Sotteville-sous-le-Val (76682)       | 196. Touffreville-la-Cable (76701)               |
| 197. Touffreville-la-Corbeline (76702)     | 198. Tourville-la-Rivière (76705)        | 199. Val-de-la-Haye (76717)               | 200. Valliquerville (76718)                      |
| 201. Vatteville-la-Rue (76727)             | 202. Veauville-lès-Baons (76729)         | 203. Vibeuf (76737)                       | 204. Vieux-Manoir (76738)                        |
| 205. Villequier (76742)                    | 206. Villers-Écalles (76743)             | 207. Yainville (76750)                    | 208. Yerville (76752)                            |
| 209. Ymare (76753)                         | 210. Yquebeuf (76756)                    | 211. Yvecrique (76757)                    | 212. Yvetot (76758)                              |
| 213. Yville-sur-Seine (76759)              | 214. Écalles-Alix (76223)                | 215. Écretteville-lès-Baons (76225)       | 216. Émanville (76234)                           |
| 217. Épinay-sur-Duclair (76237)            | 218. Étalleville (76251)                 | 219. Étoutteville (76253)                 |                                                  |